# HPFS
High Performance File System – system plików bez księgowania stworzony na potrzeby systemu operacyjnego OS/2, po raz pierwszy zastosowany w roku 1989 w OS/2 1.2. W przeciwieństwie do starszego FAT od początku tworzony był z myślą o dyskach twardych. Z tego systemu wywodzi się NTFS.
HPFS obsługuje długie nazwy plików (do 256 znaków), rozpoznaje małe i duże litery, umożliwia używanie znaków narodowych. Maksymalny rozmiar partycji to 2 TB, pliku 2 GB.